# Gilbertfield Castle
Gilbertfield Castle ist die Ruine einer Niederungsburg in der schottischen Council Area South Lanarkshire. Die Burg wurde im 17. Jahrhundert am Nordhang des Dechmont Hill, knapp außerhalb von Cambuslang südöstlich von Glasgow, errichtet.

## Geschichte
Die Burg liegt im früheren Baronat Drumsgard, das dem Clan Hamilton gehörte. Die Burg wurde Anfang des 17. Jahrhunderts errichtet; ein Wappenschild über der Tür zeigt das Jahr 1607. Um die Wende zum 18. Jahrhundert lebte William Hamilton of Gilbertfield (1665–1751), ein pensionierter Soldat und Schriftsteller, dort. Er war ein Freund des Dichters Allan Ramsay und war verantwortlich für die Übersetzung von Blind Harrys Heldengedicht The Actes and Deidis of the Illustre and Vallyeant Campioun Schir William Wallace.

## Architektur
Gilbertfield Castle war ein gut geplantes Tower House mit L-förmigem Grundriss. Der Treppenturm, der nach Norden hervorsteht, war groß genug für eine Reihe von Zimmern und eine Treppe mit quadratischem Grundriss.
Das Erdgeschoss hatte eine Gewölbedecke und enthielt Lagerräume und eine Küche, die mit einem großen Herd mit Backrohr ausgestattet war. Eine Treppe für die Dienerschaft verband das Erdgeschoss mit dem Rittersaal darüber. Der Rittersaal selbst hatte einen kleineren, offenen Kamin und große Fenster mit dekorativen Schießscharten dazwischen. Oberhalb des Rittersaales befanden sich zwei weitere Stockwerke, ein jedes davon mit drei Zimmern, zwei im Hauptgebäude und eines im Anbau. Im obersten Stockwerk, dem Dachgeschoss, gab es an der Südost- und der Nordwestecke je eine runde Tourelle. Es gab keine Brüstung.
Die Burg ist heute eine vernachlässigte Ruine. Die Ostmauer ist in den 1950er-Jahren eingestürzt. Die nordwestliche Tourelle fiel Ende der 1960er-Jahre herunter, nur ihre Konsolen sind noch erhalten. Die Ruine wird als sehr gefährlich eingestuft, da jedes Jahr viele Mauersteine heruntergefallen sind. Die südöstliche Flügel stürzte in den 1970er-Jahren ein. Gilbertfield Castle gilt als Scheduled Monument.